# Styotrichia
Styotrichia is een geslacht van vliesvleugeligen uit de familie Eulophidae. De wetenschappelijke naam van dit geslacht is voor het eerst geldig gepubliceerd in 1994 door LaSalle.

## Soorten
Het geslacht Styotrichia omvat de volgende soorten:
- Styotrichia bicolor LaSalle, 1994
- Styotrichia quadrata LaSalle, 1994